# L'edat d'or (Xostakóvitx)
L'edat d’or (rus: Золотой век, Zolotoi vek), op. 22, és un ballet en tres actes i sis escenes de Dmitri Xostakóvitx amb llibret d’Aleksandr Ivanovski. Coreografiat per Vasili Vainonen (primer acte), Leonid Jacobson (segon acte), i V. Chesnakov (tercer acte), es va estrenar el 26 d'octubre de 1930 al teatre Kirov.
L'obra es va representar divuit vegades i va ser inicialment censurada a causa de la seva inclusió d'estils de ball moderns europeus.

## Resum de la trama
El ballet és una visió satírica del canvi polític i cultural a l’Europa dels anys vint. Segueix un equip soviètic de futbol (futbol) d’una ciutat occidental on entra en contacte amb molts personatges dolents políticament incorrectes com la diva, el feixista, l’agent provocador, el negre i altres. L'equip és víctima de l’aparellament, l’assetjament policial i la presó injusta per part de la burgesia malvada. L'equip queda alliberat de la presó quan els treballadors locals derroten els seus senyors capitalistes. El ballet acaba amb un ball de solidaritat entre els treballadors i l'equip de futbol.
El mateix Xostakóvitx era un gran seguidor del futbol i es diu que va encunyar l'expressió "El futbol és el ballet de les masses".

## Instrumentació
Vents de fusta: 2 flautes (2n doblat amb flautí), 2 oboès (2n doblat amb corn anglès), 3 clarinets (2n doblat en requint, 3r doblat amb clarinet baix), 2 saxos doblats amb soprano i tenor, 2 fagots (2n doblat amb contrafagot).
Metall: 4 trompes, 3 trompetes, 3 trombons, bombardí, tuba.
Percussió: timbales, triangle, xilografia, tamborí, flexatone, trinquet, tambors, platets, bombo, tam-tam, xilòfon, bayan, harmònium.
Cordes: violins, violes, violoncel, contrabaixos, banjo.

## Suite
Xostakóvitx va extreure una suite del ballet, op. 22a, en quatre moviments:
1. Introducció (Allegro non troppo)
2. Adagio
3. Polka (Allegretto)
4. Danse

La Polka es va reutilitzar com a segona de les seves dues peces per a quartet de corda el 1931. També va arranjar la Polka per a piano sol (op. 22b) i piano a quatre mans (op. 22c), el 1935 i el 1962 respectivament.

## Reposicions
El 1982, Iuri Grigoróvitx i Isaak Glikman van recuperar el ballet amb un nou llibret. Grigoróvitx també va optar per integrar altres obres de Xostakóvitx a la partitura. El 1983 va crear L'edat d’or per a Irek Mukhamedov, que va definir el paper de Boris, el jove líder obrer, per a les successives generacions de ballarins de Bolxoi. Van traslladar l'acció de l'URSS a la dècada de 1920 a un restaurant anomenat "L'edat d'or". Es va desenvolupar un conflicte entre el Komsomol soviètic i la banda. L'estrena va tenir lloc el 4 de novembre de 1982 al Teatre Bolxoi de Moscou.
El 2006, el dramaturg Konstantin Uchitel va escriure un nou llibret per a la mateixa música. L'acció es va establir en el nostre temps. Una parella de gent gran es coneixen i recorden la seva joventut. L'estrena va tenir lloc el 28 de juny de 2006 al teatre Mariinsky.